# Al-Àkhtal
Ghiyath ibn Ghawth ibn as-Salt, conegut pel malnom al-Àkhtal (àrab: الأخطل, al-Aẖṭal, literalment ‘l'Eloqüent’) (?-710) fou un poeta àrab de la tribu de Taghlib de Síria, de confessió cristiana monofisita, a la qual es va mantenir fidel.
Va servir a la cort del califa Muàwiya I i els seus successors, especialment a la d'Abd-al-Màlik ibn Marwan, essent considerat un excel·lent panegirista. La seva obra fou compilada per As-Sukkarí.
L'obra fou publicada a Beirut el 1891/1892 amb el títol Diwan al-Àkhtal, i completada el 1905 i 1906. La seva poesia reflecteix els corrents polítics del seu temps.